# اورلان-۱۰

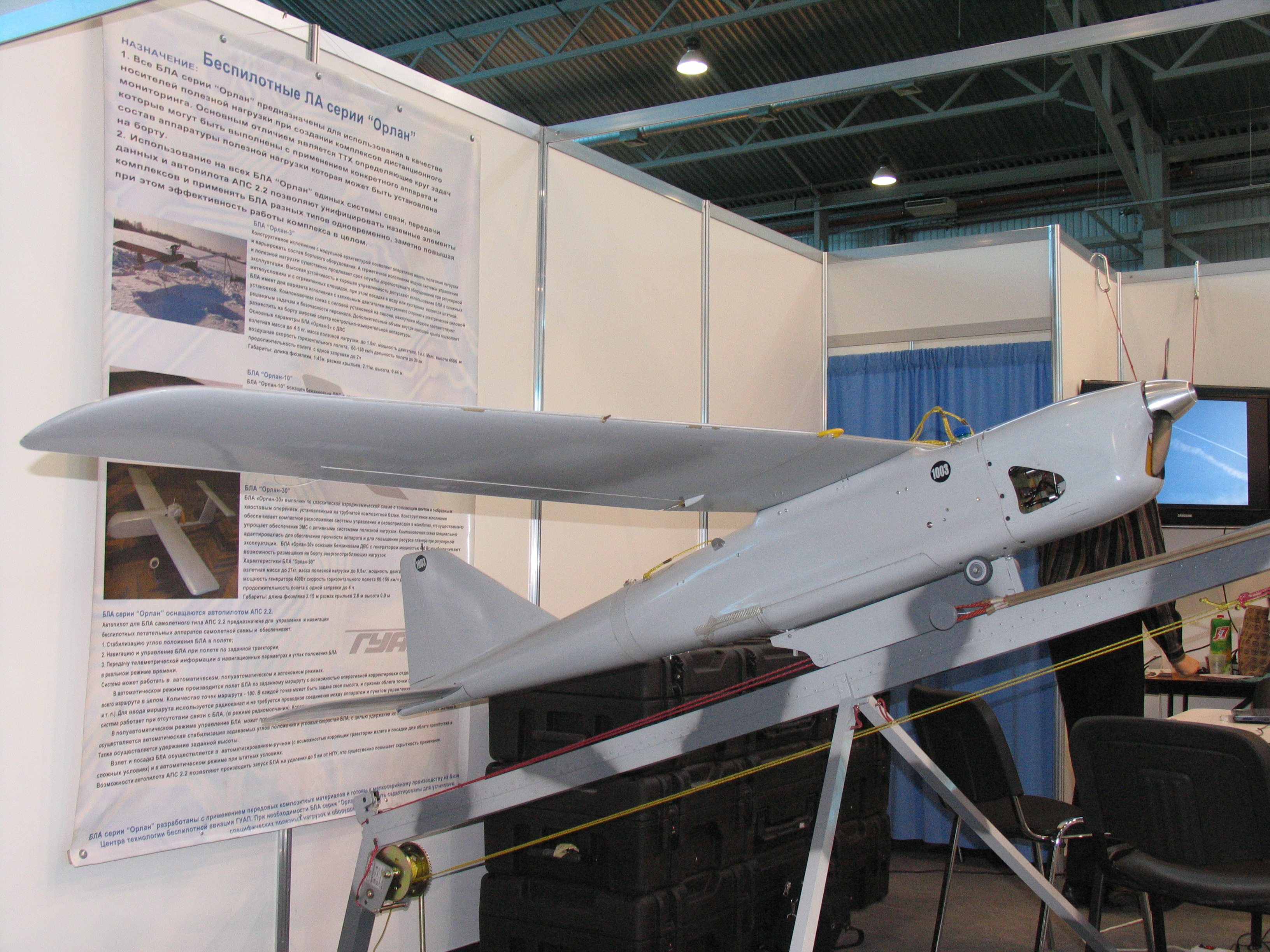
اورلان-۱۰

اورلان-۱۰ (روسی: Орлан-۱۰) یک پهپاد است که توسط مرکز ویژه فناوری (STC) در سن پترزبورگ برای نیروهای مسلح روسیه ساخته شده‌است. طبق گفته‌ها، قیمت فروند آن بین ۸۷۰۰۰ دلار تا ۱۲۰۰۰۰ دلار آمریکا است. این هواپیمای بدون سرنشین معمولاً در گروه دو یا سه فروندی مورد استفاده قرار می‌گیرد، که در مرحله اول از آن برای شناسایی در ارتفاع ۱٫۵ کیلومتر استفاده می‌شود. دومین فروند برای جنگ الکترونیکی و سومین فروند به عنوان فرستنده انتقال اطلاعات به مرکز کنترل استفاده می‌شود. یک سیستم می‌تواند شامل ۵ خودرو باشد. بیش از ۱۰۰۰ فروند اورلان-۱۰در ۱۱ نوع تولید شده‌است. اورلان-۱۰ دارای یک پوسته کامپوزیت است که باعث کاهش اثر راداری آن می‌شود. عملکرد آن در اوکراین، سوریه و لیبی دیده شده‌است. براساس بر طبق گزارش رسانه‌ها نوع جدیدی از پهپاد تاکتیکی اورلان-۱۰ برای خدمت در نیروهای زمینی روسیه در سال ۲۰۲۰ تولید شده‌است. پیش‌بینی می‌شود که نوع جدید به روز شده دارای یک تعیین‌کننده لیزر باشد تا بتواند اهداف مربوط به توپخانه با هدایت دقیق و مهمات هواپیما را مشخص کند.

## مشخصات فنی
- وزن برخاست: ۱۵ کیلوگرم
- وزن بار: ۶ کیلوگرم
- موتور: موتور (بنزین A-95)
- روش پرتاب: منجنیق تاشو
- روش فرود: از طریق بازیابی چتر نجات
- هواپیمای هوایی: ۹۰–۱۵۰ کیلومتر در ساعت
- حداکثر مدت پرواز: ۱۶ ساعت
- حداکثر دامنه پیچیده برنامه: تا ۱۴۰ کیلومتر از ایستگاه کنترل زمین (تا ۶۰۰) کیلومتر خارج از خط)
- حداکثر ارتفاع از سطح دریا: ۵٬۰۰۰ متر
- حداکثر سرعت باد در شروع: ۱۰ خانم
- محدوده دمای کارکرد در نزدیکی زمین: از ۳۰ تا ۴۰+ درجه سانتیگراد